# Vallisneria
Vallisneria és un gènere de plantes angiospermes aquàtiques de la família de les hidrocaritàcies (Hydrocharitaceae). Són plantes natives de les aigües d'Europa, Àfrica, Àsia, Austràlia, Amèrica del Nord i Ampèrica Central. Especialment de les zones temperades i tropicals. Algunes espècies es fan servir com a plantes ornamentals als aquaris.

## Descripció
Són plantes herbàcies dioiques que viuen submergides en aigües dolces, salobres o salades; són perennes amb rizomes i estolons. Les fulles són basals, sèssil, linears o en forma cintes, amb la nervadura paral·lela i amb el marge enter o serrulat. Les flors són unisexuals, a les plantes masculines són molt petites, nombroses i es fan sota l'aigua, tenen un pedicel curt i agrupades en una mena de columna central amb una espata ovada o lanceolada; el periant és format per 3 sèpals, dos de més grossos que l'altre, i 2 o 3 pètals. A l'androceu hi pot haver entre un i tres estams. A les plantes femenines les flors són solitàries, amb llargs peduncles, suren a l'aigua i es troben en una espata ovada o lanceolada amb l'àpex bífid; el periant és format per tres sèpals i tres pètals, al gineceu hi ha tres estils. El fruit és cilíndric o el·lipsoide amb nombroses llavors. Per tal d'assolir la pol·linització, les flors masculines es desprenen i pugen a la superfície on s'obre per efecte del canvi de pressió i sura fins que es troba amb una flor femenina i es pot produir el contacte entre l'antera d'un estam i l'estigma d'un pistil. Un cop fertilitzada, el seu peduncle es cargola i els fruits maduren submergits.

## Taxonomia

### Espècies
Dins del gènere Vallisneria es reconeixen les 17 espècies següents:
- Vallisneria americana Michx.
- Vallisneria anhuiensis X.S.Shen
- Vallisneria annua S.W.L.Jacobs & K.A.Frank
- Vallisneria australis S.W.L.Jacobs & Les
- Vallisneria caulescens F.M.Bailey & F.Muell.
- Vallisneria denseserrulata (Makino) Makino
- Vallisneria erecta S.W.L.Jacobs
- Vallisneria gracilis F.M.Bailey
- Vallisneria jacobsii A.P.Martin & D.N.Wilson
- Vallisneria longipedunculata X.S.Shen
- Vallisneria nana R.Br.
- Vallisneria natans (Lour.) H.Hara
- Vallisneria neotropicalis Vict.
- Vallisneria rubra (Rendle) Les & S.W.L.Jacobs
- Vallisneria spinulosa S.Z.Yan
- Vallisneria spiralis L.
- Vallisneria triptera S.W.L.Jacobs & K.A.Frank

## Conreu
Algunes espècies com ara Vallisneria spiralis i Vallisneria americana s'utilitzen sovint als aquaris amb varietats cultivars que són fàcil de mantenir. Requereixen una temperatura entre 15 i 30°C, l'aigua ha de tenir una duresa mitjana i un pH entre 6,5 i 7,5. El substrat ha se ser sorrenc amb llim i argila. Les plantes requereixen una bona il·luminació o disposar de llum artificial. La multiplicació es fa de manera asexual utilitzant els estolons que produeixen les plantes. Als aquaris sovint es posen dins de contenidors per tal evitar la seva propagació incontrolada. Quan la quantitat de diòxid de carboni és insuficient, les plantes de Vallisneria converteixen els carbonats de l'aigua en CO₂, i això provoca l'augment del pH de l'aigua, això es pot controlar afegint fertilitzant amb diòxid de carboni.